# 알레고리 성경해석
알레고리 성경해석(Allegorical interpretation of the Bible) 또는 풍유적 성경해석은 2세기부터 등장한 성경해석 방법으로 역사적 성경해석과 함께 양대 성경해석 방법론이다. 보편교회 시기에는 역사적 성경해석을 기준으로 하고 알레고리 성경해석을 보조적으로 활용했다. 현재 개신교회와 동방정교회에서는 역사적 성경해석을 기준으로 삼으며, 천주교회는 알레고리 성경해석을 기준으로 삼는다. 반면, 성경해석까지는 아니지만 사도 바울로는 알레고리 해석 방법론을 기준으로 삼는 것에 부정적이었다. 
성서가 다양한 수준의 의미를 가지고 있으며 문자적 의미와는 반대적으로 쓰이는 영적 의미 (우의, 도덕적, 또는 윤리적) , 그리고 신비적 의미가 있다고 해석하는 것이다. 기독교 공인 이후 보편교회에서 역사적 성경해석을 기준으로 삼고, 알레고리 성경해석을 보조적으로 활용하였다. 11세기 교회 대분열 이후 서방교회에서 알레고리 성경해석을 기준으로 삼아 교황 제도와 관련 교리를 형성하며 영향력이 서방교회 지역에서 커졌다. 현재는 서방교회 중에서 천주교회와 개신교 일부 교단만이 기준으로 삼는 성경해석이며, 동방교회의 교단들과 서방교회의 개신교 교단 대부분은 역사적 성경해석을 기준으로 삼는다.

## 공교회시대의 알레고리 성경해석
공교회 시기는 지역 전체적으로는 역사적 성경해석이 중심으로 알레고리 성경해석을 부수적으로 활용했으며, 알렉산드리아 교회의 일부 지역에서 알레고리 성경해석을 강조하였다. 기록에 따르면 1세기 필로가 최초로 창세기 해석에 사용하였고, 공교회 시기의 기독교에서는 알렉산드리아 학파 전통의 오리겐이 이 방법을 강조하였다. 공교회 시기에는 콘스탄티노폴리스를 중심으로 안디옥 학파 전통을 따르는 성경해석으로 역사적 성경해석을 중심으로하고 알레고리적 성경해석을 보조적으로 활용하였다.

### 지역별 신학전통의 차이
초대 교회 즉 2-3세기에 형성된 신학적 전통에 따르면 카르타고와 안디옥 신학 전통은 역사적 성경해석을 기준으로 삼아 성경을 해석하였으며, 알렉산드리아 신학 전통에서는 알레고리 성경해석을 기준으로 삼았다. 한 방법론이 기준이었지만 신학적 전통 형성 시기에는 두 방법론을 활용하였다. 각 지역에서도 역사 또는 알레고리 성경해석 방법을 활용하여 신학적 전통을 형성하였다.

### 공교회시기의 성경해석
공교회 시기 즉 콘스탄티노폴리스를 중심으로 하는 동로마가 중심이 되었던 시기는 신약성경이 씌여진 헬라어가 신학 용어였고, 교회 신학 중심에는 안디옥 신학 전통을 기준이 되는 신학 전통으로 보았다. 안디옥 신학 전통인 역사적 성경해석 방법을 기준으로 하고 알레고리 성경해석을 보조적으로 활용하였다. 따라서 공교회 즉 4-11세기 교회에서는 역사적 성경해석을 우선하였으며, 교회 대분열 이후에도 동방교회는 안디옥 신학 전통을 따라 역사적 성경해석을 중심으로 알레고리적 성경해석을 보조로 사용하였다.

### 교회대분열 이후 서방교회의 성경해석
교회 대분열 이전에도 라틴어로 신학을 형성했던 알렉산드리아 신학 전통이 비교적 존중되었던 서방교회는 교회 대분열 이후 12세기부터 라틴어를 신학 언어로 기준을 삼고, 알렉산드리아 신학 전통을 주요 신학 전통으로 내세우며, 12세기 이전에는 존재하지 않던 교황 중심제도를 라테란 공의회를 통해 구축하였다. 신약성경에는 감독과 장로, 집사(주교, 사제, 부제)만을 언급하므로 교황과 관련된 성경 구절을 역사적 성경해석이 아니라 알레고리 성경해석을 통해 교황 관련 교리를 형성해야 했다. 따라서 서방교회는 점차 역사적 성경해석이 보조적으로 활용되고, 알레고리 성경해석이 주요 성경해석 방법으로 활용되었다.
알레고리 방식은 성경해석자에게 본문의 의미보다 해석 권한이 더 크게 주어지는 성경해석이다. 알레고리 성경해석은 교황의 성경해석자로서 입장을 잘 대변하는 성경해석 방법이기도 했으므로, 서방교회는 빠르게 알레고리 성경해석이 중심이 되었다.

## 알레고리 성경해석의 발전과 약화
11세기 이후 공교회 구조에서 서유럽의 로마교회를 중심으로 분리된 서방교회는 교황을 중심으로 하는 신학적 교리를 발전시키기 위해 역사적 방법론 대신 알레고리적 성경해석을 강조하였고, 서방교회의 중세에는 4중적의미의 해석으로 발전되었다. 서방교회의 중세시대까지 쓰였던 대표적인 해석 방법이었으나 16세기 서방교회의 인문주의자 에라스무스의 역사문법적 방법의 구축 이후 서방교회에서는 종교개혁 찬성파인 개신교회에게는 활용이 약화되었으나 종교개혁 반대파였던 천주교회에서는 여전히 강력한 성경해석 방법론의 하나로 수용되었다.

## 종교개혁 전통의 알레고리 성경해석 거부
서방교회의 종교개혁 찬성파였던 개신교회에서는 역사적 성경해석 방법론인 역사문법적 방법론을 수용하면서 알레고리 성경해석의 활용이 약화되거나 거부되었고, 종교개혁 반대파였던 천주교회에서는 교리적 측면을 강화하기 위해 여전히 활용되었다. 종교개혁의 전통을 따르는 개신교회는 역사적 성경해석을 주요 성경해석 방법론으로 삼고, 보조적 또는 최소화로 알레고리 성경해석을 활용하거나, 알레고리 성경해석의 사용을 거부하기도 한다.

## 현대의 알레고리 성경해석
개신교회는 종교개혁 이후 역사적 성경해석을 기준으로 하며, 교단에 따라 알레고리 성경해석을 배제하거나 보조로 활용하기도 한다. 근대에 와서 개신교회 내부에서 국교회 반대주의 사상이나 기독교 근본주의 사상의 성경연구가들이 알레고리 성경해석을 중심으로 하는 성경해석을 활용하여 종교개혁 전통을 따르는 기존 개신교회와 갈등이 발생하기도 했다.
천주교회에서는 16세기 트리엔트 공의회 이후에도 알레고리 성경해석을 통해 새로운 교리를 형성하며, 특히 19세기 이후에 천주교 교리로 규정된 마리아론과 교황 무오설에서 알레고리 성경해석 및 적용이 활발하게 나타난다.
동방정교회는 전통적으로 역사적 성경해석 방법론을 주요 성경해석으로 삼고, 알레고리 성경해석을 보조적으로 활용했고, 여전히 이러한 방식을 유지한다.

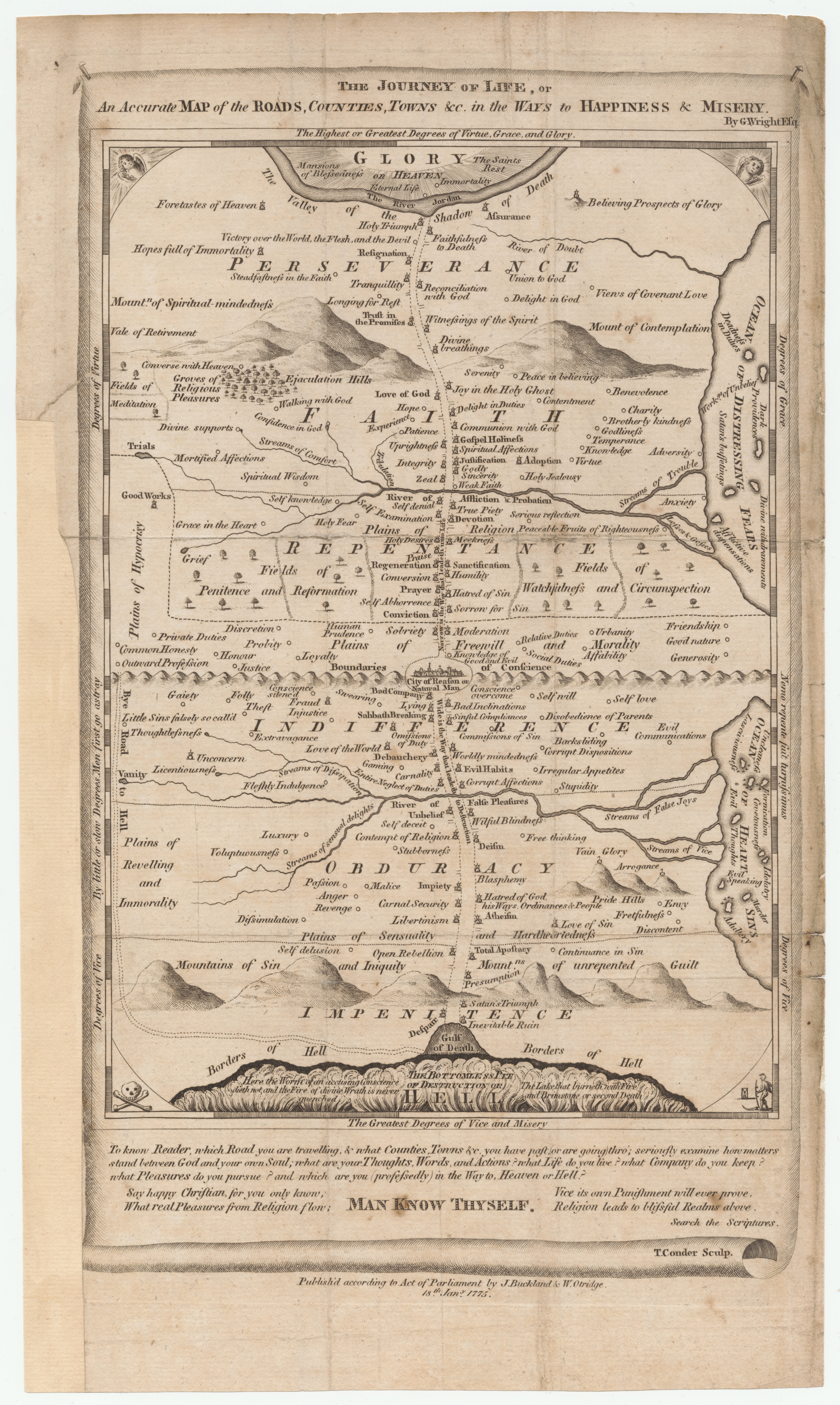
삶의 여정을 보여주는 기독교 알레고리 지도, 1775년

## 같이 보기
- 역사적 성경해석
- 미학적 해석학
- 비신화화
- 해석학 (철학)
- 오리게네스
- Pardes (Jewish exegesis)
- Allegorical interpretations of Plato